# David Canary
David Hoyt Canary (25 de agosto de 1938 - 16 de novembro de 2015) foi um ator americano. Ele é mais conhecido por seu papel como Candy Canaday na série Bonanza da NBC, e como Adam Chandler na novela All My Children, pela qual recebeu 16 indicações ao Emmy Award ganhando cinco vezes.